# Knådning
Knåda kan också avse slangord för massage, eller orten Knåda

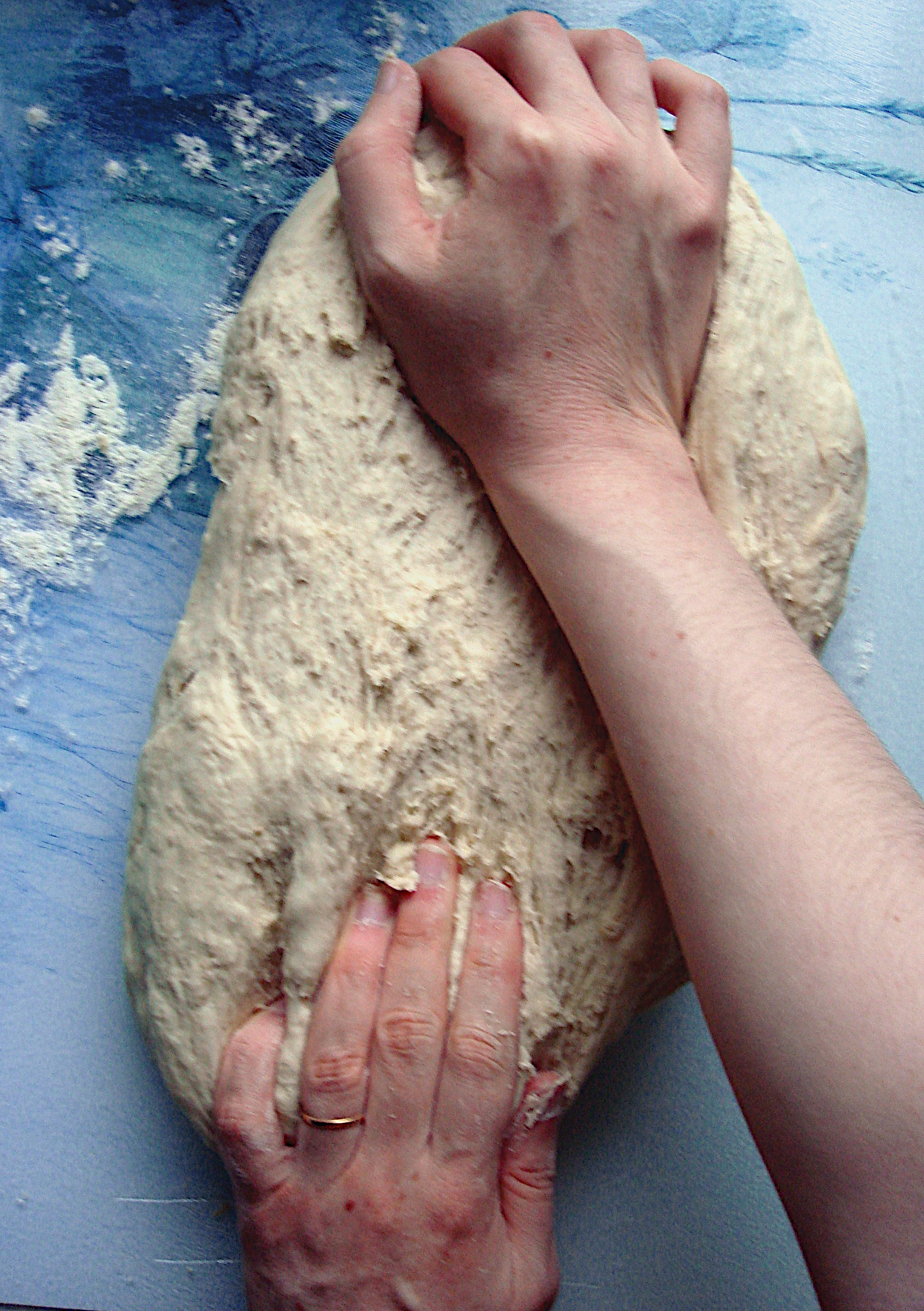
Knådning av deg för vitt bröd

Knådning innebär att man med handtryck, eller med hushållsassistent, pressar samman och samlar ihop en trögflytande massa. Oftast i samband med att man bakar bröd med mjöl.
Syftet är att utveckla gluten i degen.